# 이보익
이보익(李寶益, 문화어: 리보익, 1876년 5월 31일~1959년 10월 18일)은 김일성의 할머니이다.

## 생애
현재의 평양직할시 사동구역 오류리에서 태어났다. 전주 김씨 김보현에게 시집와 김형직, 김형록, 김형권, 딸 김구일녀, 김형실, 김형복 등을 두었다.
조선민주주의인민공화국에서는 그의 행적도 독립운동과 연계시키며 우상화하고 있으나 이는 우상화를 위하여 없는 사실을 만들어낸 것이다.
그는 고향인 만경대에서 농사를 짓고 살다가 1955년 양력 9월 2일 남편 김보현의 임종을 보고, 1958년 10월 18일 83세를 일기로 세상을 떠났다. 그의 묘가 있는 평양시 만경대구역 만경대에 반신상이 세워져 있다.

## 가족
- 시아버지 김응우
- 시어머니 리씨
- 남편 김보현
- 자신 이보익
- 장남 김형직
- 장자부 강반석
- 손자 김일성
- 손자 김철주
- 손자 김영주
- 차남 김형권
- 삼남 김형록
- 손자 김창주